# LGBT práva v Čadu

Duhová mapa Čadu

Lesby, gayové, bisexuálové a translidé (LGBT) se v Čadu mohou setkávat s právními komplikacemi neznámými pro heterosexuální většinu. V prosinci 2016 přijal Čad zákon kriminalizující mužskou i ženskou stejnopohlavní sexuální aktivitu v poměru hlasů 111:1.

## Zákony týkající se stejnopohlavní sexuální aktivity
Stejnopohlavní sexuální aktivita je v Čadu ilegální.

## Práva translidí
Situace transsexuálních osob v zemi je nejasná.

## Stejnopohlavní soužití
Stejnopohlavní páry nemají v Čadu žádný právní status.

## Životní podmínky
Podle zprávy Ministerstva zahraničí Spojených států amerických o lidských právech z r. 2010 neexistují v Čadu žádné LGBT organizace. Zaznamenáno bylo několik málo případů násilí či diskriminace LGBT minority. Za nízkým počtem těchto případů stojí zejména fakt, že takové osoby své zaměření zpravidla tají z důvodu negativních společenských a kulturních postojů k homosexualitě.

## Souhrnný přehled
| Legální stejnopohlavní styk                                          | (2016) |
| Stejný věk legální způsobilosti k pohlavnímu styku pro obě orientace | No     |
| Anti-diskriminační legislativa ohledně projevů nenávisti a násilí    | No     |
| Anti-diskriminační zákony v zaměstnání                               | No     |
| Anti-diskriminační zákony v přístupu ke zboží a službám              | No     |
| Stejnopohlavní manželství                                            | No     |
| Jiná forma stejnopohlavního soužití                                  | No     |
| Adopce dítěte partnera                                               | No     |
| Společná adopce stejnopohlavními páry                                | No     |
| Gayové a lesby mohou otevřeně sloužit v armádě                       |        |
| Možnost změny pohlaví                                                |        |
| Přístup k umělému oplodnění pro lesbické ženy                        | No     |
| Náhradní mateřství pro gay páry                                      | No     |